# Cobija
Cobija (in quechua Kuwiha; in aymara Kuwixa) è un comune (municipio in spagnolo) della Bolivia, della provincia di Nicolás Suárez (e capoluogo del dipartimento di Pando) con 55 692 abitanti (censimento 2012).
La città è situata nel bacino dell'Amazzonia sulle rive del fiume Acre, di fronte alla città brasiliana di Brasiléia. Dista circa 600 km dalla capitale La Paz. È sede di un'università.

## Storia
Venne fondata nel 1906 con il nome di Bahía dal colonnello Enrique Cornejo.
Nel 1908 il nome venne cambiato in quello attuale per commemorare il porto di Cobija (o Lamar). Si trattava di un porto nell'Oceano Pacifico passato al Cile in seguito alla sconfitta boliviana nella guerra del Pacifico.

## Infrastrutture e trasporti
È munita di due aeroporti.
Via terra è collegata con una strada, non fruibile nella stagione delle piogge, alla città di El Choro, nel dipartimento di Beni.

## Cantoni
Il comune è formato dall'unico cantone omonimo suddiviso in 11 subcantoni.